# Obligacje Brady’ego
Obligacje Brady’ego – długoterminowe instrumenty, na które zamienione zostało zadłużenie kilkunastu krajów (Meksyku, Filipin, Kostaryki, Jordanii, Bułgarii, Brazylii, Argentyny, Dominikany, Ekwadoru, Urugwaju, Wenezueli i Polski) wobec wierzycieli zrzeszonych w Klubie Londyńskim. Ich nazwa pochodzi od nazwiska amerykańskiego sekretarza Skarbu z administracji G. Busha, który zaproponował sposób rozwiązania problemu zadłużeniowego, polegający na redukcji części zobowiązań oraz zamianie reszty na długoterminowe obligacje.

## Polskie obligacje Brady’ego
Dzięki porozumieniu zawartemu pomiędzy Polską a Klubem Londyńskim w 1994 roku doszło do wykupu części długu za gotówkę oraz emisji polskich obligacji Brady’ego o 20 lub 30-letniej zapadalności (w zależności od serii) i wartości 7,98 mld dolarów.
Wszystkie polskie obligacje Brady’ego zostały wyemitowane w formie imiennej. Polskie obligacje typu Brady zarejestrowano na giełdzie w Luksemburgu i są przedmiotem obrotu na rynku pozagiełdowym.
Polskie obligacje typu Brady były przedmiotem operacji wcześniejszego wykupu realizowanych w ramach zarządzania długiem. Polegały one na zakupie obligacji na rynku wtórnym lub realizacji opcji kupna (możliwej w kwietniu i październiku każdego roku) i ich natychmiastowym umorzeniu.
Pierwszy wykup został przeprowadzony w 1995 roku – dzięki temu zadłużenie z tytułu tych obligacji spadło o 258,9 mln dolarów. Następny wykup został przeprowadzony 7 maja 1997 roku. W wyniku tej operacji zadłużenie Polski z tytułu obligacji Brady’ego spadło o 1 686 mln dolarów do poziomu 6 053 mln dolarów. Kolejna operacja realizowana stopniowo – rozpoczęła się w lipcu 1998 roku, a zakończona została już po rozpoczęciu kryzysu rosyjskiego. W jej ramach wykupiono na rynku wtórnym obligacje o wartości nominalnej blisko 750 mln dolarów. W 2000 roku przeprowadzono kolejną operację, a zadłużenie spadło do 4 362,4 mln dolarów. W 2001 zrealizowano wykup obligacji o wartości 314,4 mln USD. W październiku 2002 roku Polska wykupiła 1,3 mld USD obligacji Brady’ego. W 2003 r. wykupiono przed terminem obligacje o wartości 1,112 mld dolarów (w kwietniu) i 0,393 mld dolarów (w październiku). W listopadzie 2006 wykupiono kolejne obligacje o łącznej wartości nominalnej 588,2 mln dolarów. Po tej operacji zadłużenie spadło do kwoty ok. 0,6 mld dolarów.
Dnia 29.10.2012, a więc 12 lat przed terminem, resort finansów zrealizował ostatni przelew na 297 milionów dolarów. Tym samym cały dług zaciągnięty w latach 80 został spłacony.
Zarówno spłata odsetek, jak i przedterminowy wykup obligacji były finansowane ze środków pozyskanych z nowych emisji obligacji, a więc stanowiły jedynie konwersję długu na papiery o korzystniejszych dla Polski warunkach płatności.